# Biserica „Adormirea Maicii Domnului” din Șona
Biserica „Adormirea Maicii Domnului” din Șona este un monument istoric aflat pe teritoriul satului Șona, comuna Mândra. În Repertoriul Arheologic Național, monumentul apare cu codul 41453.02.